# 鈴木寛 (音楽教育学者)
鈴木 寛（すずき ひろし、1942年2月1日 - ）は、日本のハイテク音楽教育家、音楽教育学者。国立大学法人兵庫教育大学大学院名誉教授。神戸市生まれ。
1983年より兵庫教育大学実技教育研究指導センターで24年間、ピアノ等の鍵盤実技を指導すると共にハイテクによる音楽指導を研究。
オーディオ機器とピアノに頼る従来の音楽教育にとらわれることなく、70年代にはシンセサイザーを、80年代にはコンピュータを導入。「DTM」という和製英語を最初に使った。現在は“連れオケ”なる自動伴奏ソフトの利用を提案するなど、常に音楽教育界に新風を吹き込んでいる。

## 略歴
神戸市立高羽小学校→私立六甲学院 中高卒業。中学時代から六甲カトリック教会のオルガニストを勤める。神戸大学教育学部音楽科卒業。
神戸市立丸山中学（1965年）、同雲雀丘中学（1968年）音楽科教諭。
神戸大学附属明石中学校（1971年）に12年奉職。18年間中学校音楽科教諭として活動。
1973年、世界初のシンセサイザーオーケストラ演奏。
1975年、シンセサイザー研究のため渡米し、ロバート・モーグに会う。
1980年、コンピュータを利用した音楽教育「CMI（Computer Musical Instrument）」を開発。
1985年「科学万博つくば博85'」開会式で150台のシンセサイザーオーケストラの指導にあたる。同年コンピュータによるピアノ演奏自動評価システムを開発。
1993年、CMIソフト『Hyper MIDI Lesson』を開発。
2003年、自動伴奏システム『Home Concert 2000』によるピアノ協奏曲の実験演奏に成功。同年、ソフト開発者ワインストック自らのピアノ演奏による演奏会を開催。
2007年3月、国立大学法人兵庫教育大学大学院学校教育研究科教授の職務を全うして定年退職。4月名誉教授。5月兵庫県教育功労賞受賞。2007年4月より兵庫教育大学名誉教授。

## 著書
＜著書＞
- 誰にでもわかるシンセサイザー入門 1977年11月 音楽之友社
- コンピュータミュージック最新技法 1986年2月 リットーミュージック
- アナログ図解によるFM音源シンセサイザーDX7徹底研究 1984年11月 音楽之友社
- SML理論による音楽教育とハイテクミュージックトレード誌  http://www.art.hyogo-u.ac.jp/hrsuzuki/hitecM.pdf

＜監修＞
- 新しい音楽教育の創造をめざして　やさしいコンピュータ活用法　授業に役立つ指導のポイントと実際例」1995年7月 音楽之友社